# Função teta de Ramanujan
Em matemática, a função teta de Ramanujan generaliza a forma das funções tetas de Jacobi, enquanto mantém suas propriedades gerais. Em particular, o produto triplo de Jacobi toma uma forma particularmente elegante quando escrita na forma da teta de Ramanujan. A função recebe esse nome em referência a Srinivasa Ramanujan; esta foi sua última grande contribuição para a matemática.

## Definição
A função teta de Ramanujan é definida como
{\displaystyle f(a,b)=\sum _{n=-\infty }^{\infty }a^{n(n+1)/2}\;b^{n(n-1)/2}}
para {\displaystyle |ab|<1.} A identidade do produto triplo de Jacobi toma a forma
{\displaystyle f(a,b)=(-a;ab)_{\infty }\;(-b;ab)_{\infty }\;(ab;ab)_{\infty }}
Aqui, a expressão {\displaystyle (a;q)_{n}} denota o símbolo q-Pochhammer. Identidades que seguem dela incluem
{\displaystyle f(q,q)=\sum _{n=-\infty }^{\infty }q^{n^{2}}={\frac {(-q;q^{2})_{\infty }(q^{2};q^{2})_{\infty }}{(-q^{2};q^{2})_{\infty }(q;q^{2})_{\infty }}}}
e 
{\displaystyle f(q,q^{3})=\sum _{n=0}^{\infty }q^{n(n+1)/2}={\frac {(q^{2};q^{2})_{\infty }}{(q;q^{2})_{\infty }}}}
e 
{\displaystyle f(-q,-q^{2})=\sum _{n=-\infty }^{\infty }(-1)^{n}q^{n(3n-1)/2}=(q;q)_{\infty }}
esta última sendo a função de Euler, que está intimamente relacionada com a função eta de Dedekind.